# Коробкін Федір Тихонович
Федір Тихонович Коробкін (1891 — ?) — український радянський державний діяч, голова Запорізької міської ради, голова Могилів-Подільського окружного виконкому.

## Життєпис
Народився в робітничій родині.
Член РСДРП(б) з 1917 року.
З 1923 року — завідувач Запорізького окружного відділу управління та заступник голови виконавчого комітету Запорізької окружної ради.
24 червня — 1924 року — голова Запорізької міської ради.
У 1928—1930 роках — голова виконавчого комітету Могилів-Подільського окружної ради.
Потім — голова виконавчого комітету Павлоградської районної ради Дніпропетровської області.
Заарештований 22 серпня 1937 року, звинувачений у належності до контрреволюційної організації. Був розстріляний.
Реабілітований 31 травня 1956 року.